# Atanas Michajlov
Atanas Michaljov (bulharskou cyrilicí Атанас Михайлов Христов; 4. července 1949 Sofie – 1. října 2006 Sofie) byl bulharský fotbalista, útočník. V roce 1979 byl vyhlášen bulharským fotbalistou roku.

## Fotbalová kariéra
Na Mistrovství světa ve fotbale 1974 nastoupil jako střídající hráč ve všech 3 utkáních bulharské reprezentace. Celkem za bulharskou reprezentaci nastoupil ve 45 urkáních a dal 23 gólů. S bulharskou reprezentací získal stříbrnou medaili na fotbalovém turnaji olympijských her v Mexico City roku 1968, kde nastoupil v 6 utkáních a dal 3 góly. S Lokomotivem Sofia se stal v roce 1979 mistrem Bulharska. Dále hrál na Kypru za Nea Salamis Famagusta FC. V Poháru mistrů evropských zemí nastoupil v 3 utkáních a dal 1 gól, v Poháru vítězů pohárů nastoupil ve 2 utkáních a v Poháru UEFA nastoupil v 7 utkáních a dal 6 gólů.

## Ligová bilance
| Ročník                              | Zápasy | Góly | Klub                     |
| ----------------------------------- | ------ | ---- | ------------------------ |
| 1. bulharská fotbalová liga 1964/65 | -      | -    | Lokomotiv Sofia          |
| 1. bulharská fotbalová liga 1965/66 | -      | -    | Lokomotiv Sofia          |
| 1. bulharská fotbalová liga 1966/67 | -      | -    | Lokomotiv Sofia          |
| 1. bulharská fotbalová liga 1967/68 | -      | -    | Lokomotiv Sofia          |
| 1. bulharská fotbalová liga 1968/69 | -      | -    | Lokomotiv Sofia          |
| 1. bulharská fotbalová liga 1969/70 | -      | -    | Slavia Sofia             |
| 1. bulharská fotbalová liga 1970/71 | -      | -    | Slavia Sofia             |
| 1. bulharská fotbalová liga 1971/72 | -      | -    | Lokomotiv Sofia          |
| 1. bulharská fotbalová liga 1972/73 | -      | -    | Lokomotiv Sofia          |
| 1. bulharská fotbalová liga 1973/74 | -      | -    | Lokomotiv Sofia          |
| 1. bulharská fotbalová liga 1974/75 | -      | -    | Lokomotiv Sofia          |
| 1. bulharská fotbalová liga 1975/76 | -      | -    | Lokomotiv Sofia          |
| 1. bulharská fotbalová liga 1976/77 | -      | -    | Lokomotiv Sofia          |
| 1. bulharská fotbalová liga 1977/78 | -      | -    | Lokomotiv Sofia          |
| 1. bulharská fotbalová liga 1978/79 | -      | -    | Lokomotiv Sofia          |
| 1. bulharská fotbalová liga 1979/80 | -      | -    | Lokomotiv Sofia          |
| 1. bulharská fotbalová liga 1980/81 | -      | -    | Lokomotiv Sofia          |
| 1. kyperská fotbalová liga 1981/82  | -      | -    | Nea Salamis Famagusta FC |
| 1. kyperská fotbalová liga 1982/83  | -      | -    | Nea Salamis Famagusta FC |
| CELKEM 1. liga                      | -      | -    |                          |